# Martin NBS-1

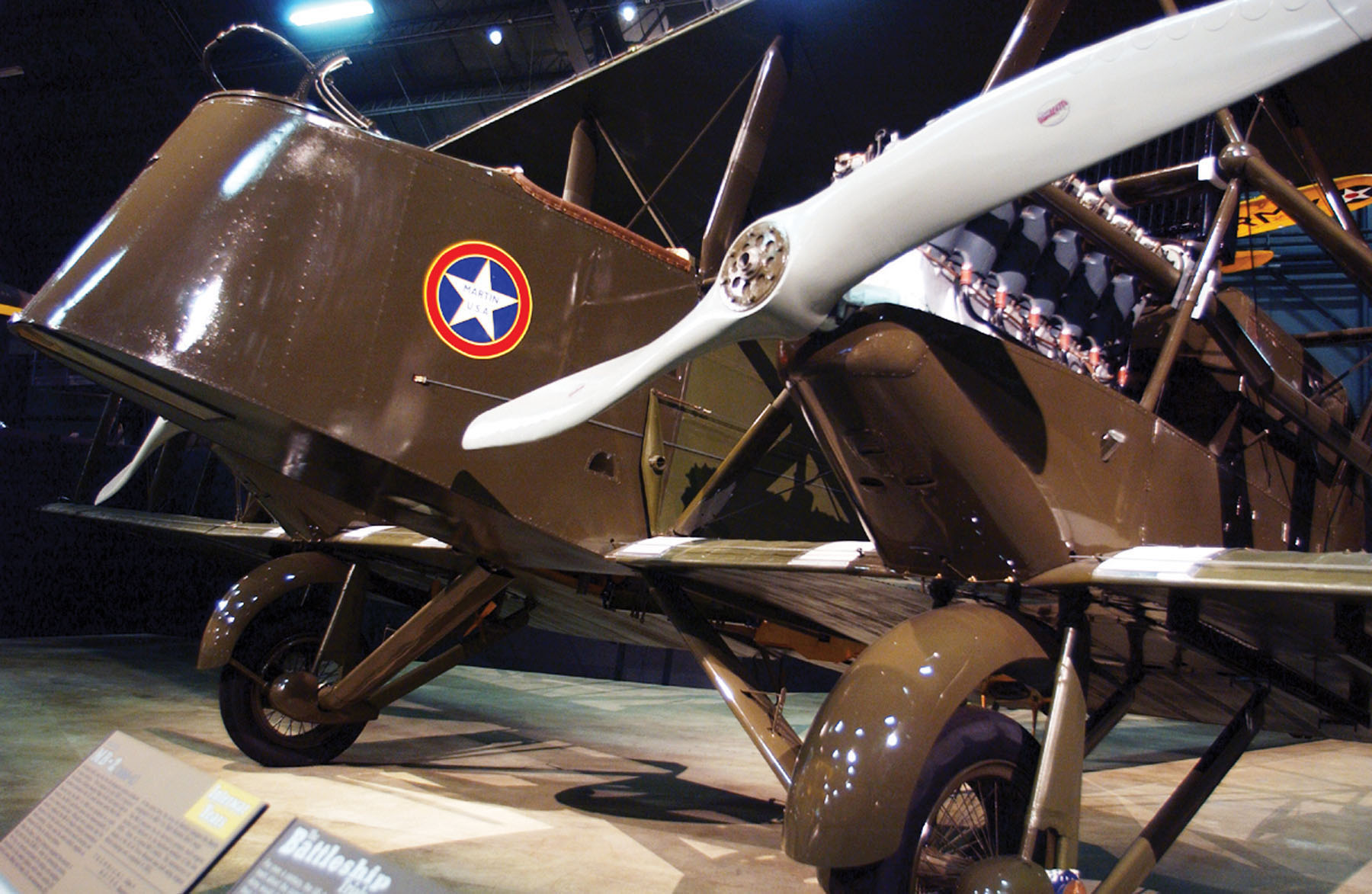
Một chiếc Martin MB-2 sản xuất lại theo đúng tỉ lệ thực, trưng bày tại Bảo tàng Quốc gia Không quân Hoa Kỳ

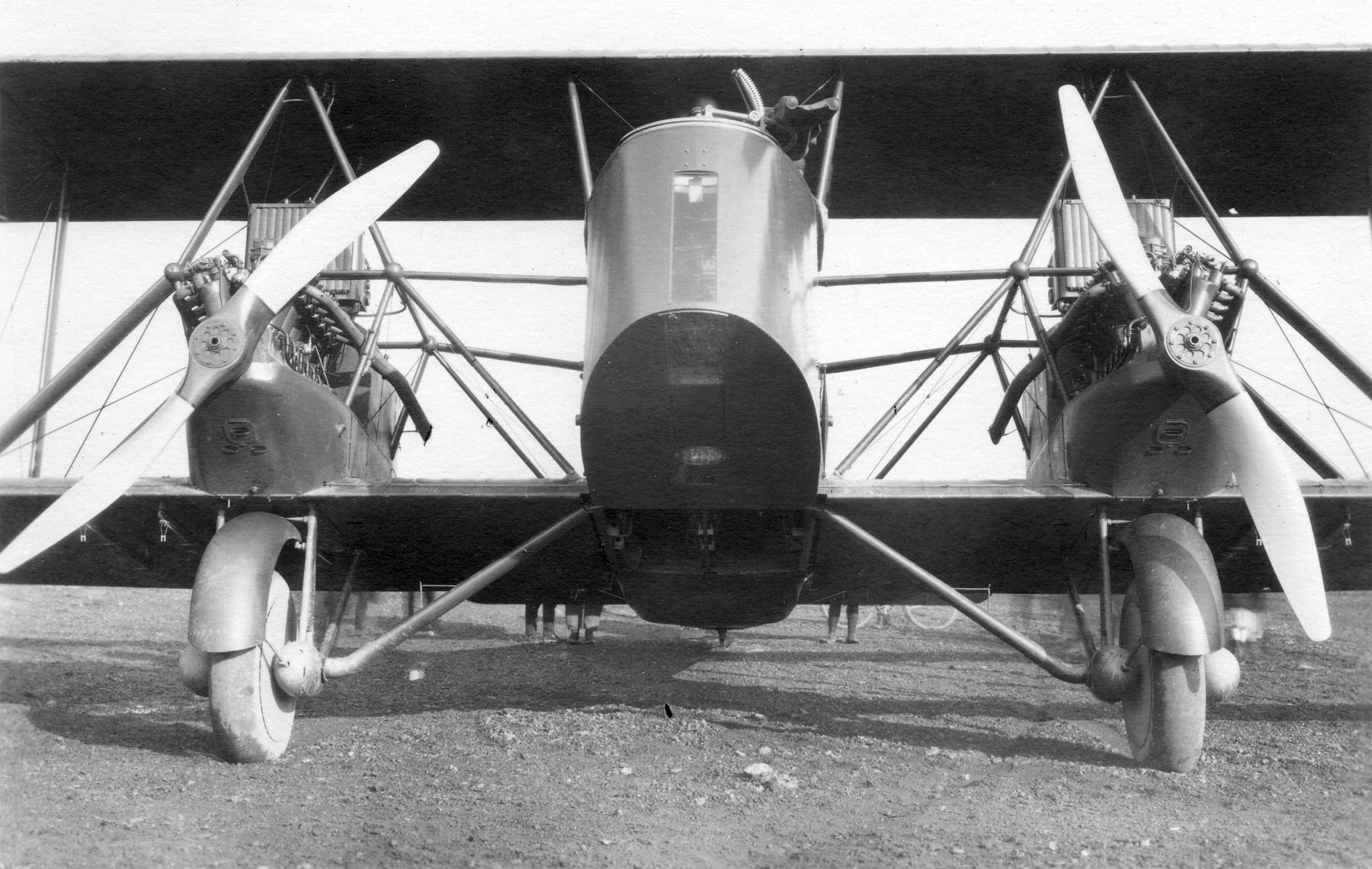

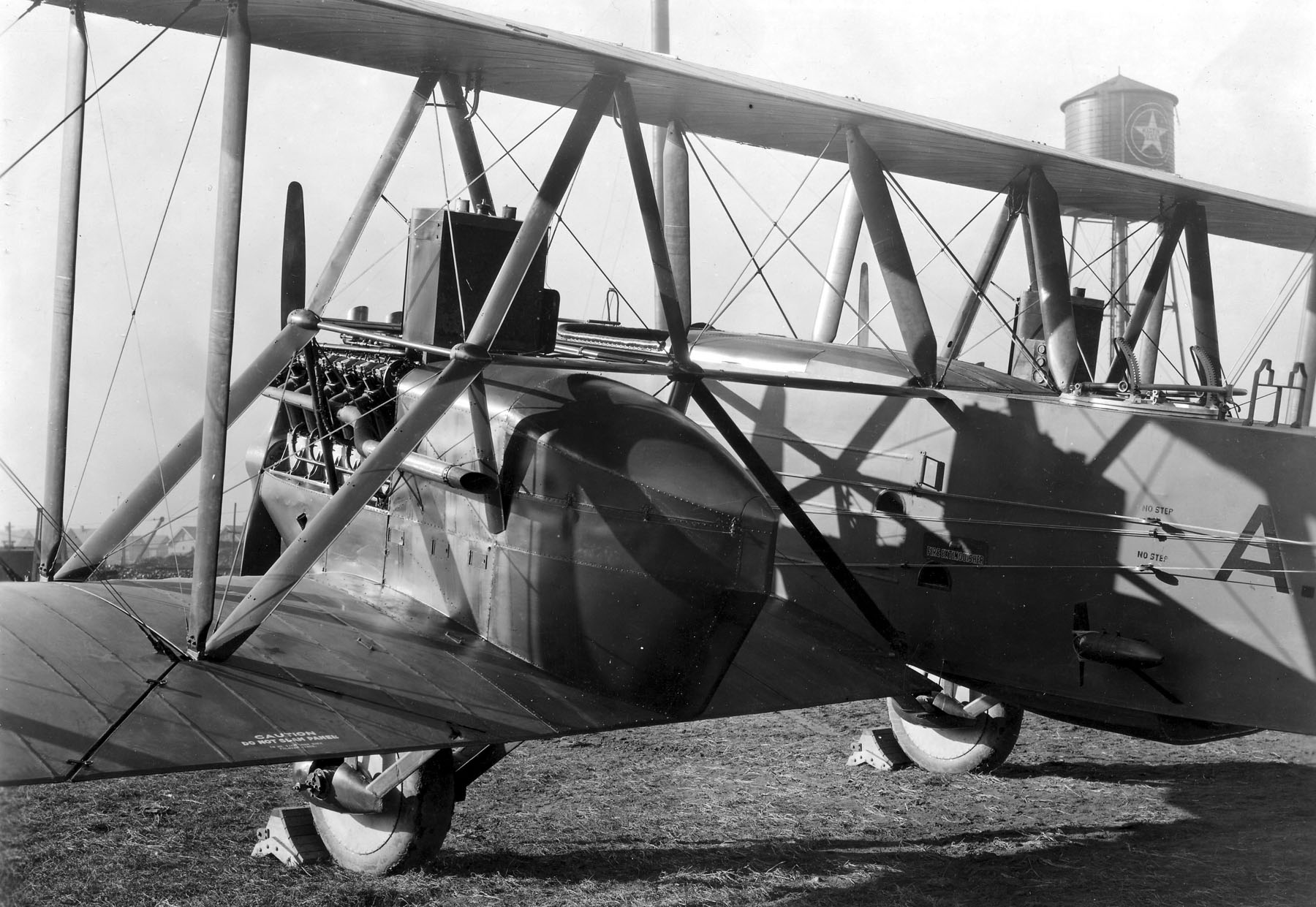

Martin NBS-1 là một loại máy bay quân sự của Cục Không quân Lục quân Hoa Kỳ.

## Quốc gia sử dụng
United States

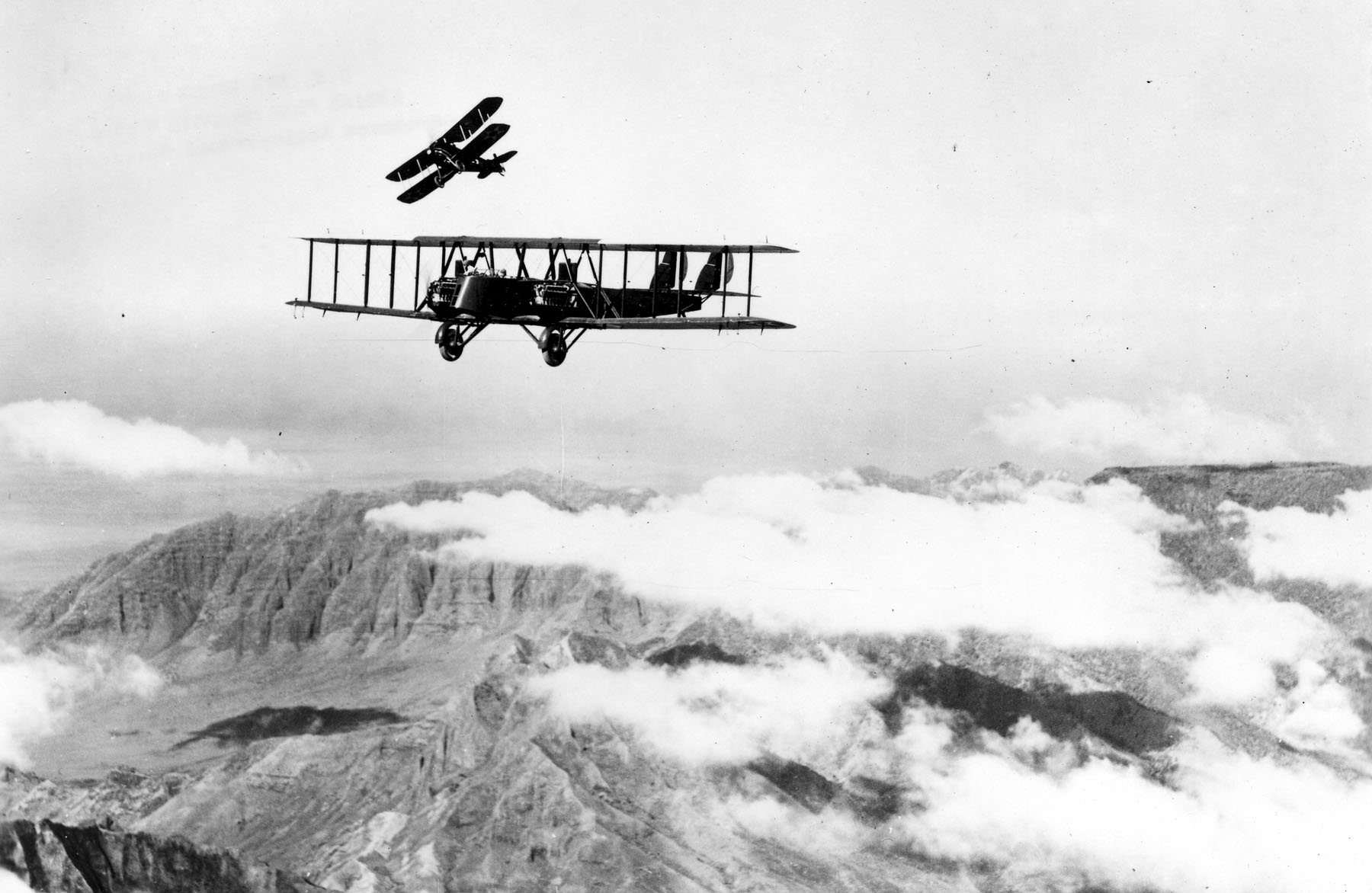
Martin MB-2 và một chiếc tiêm kích thực hành một cuộc công kích

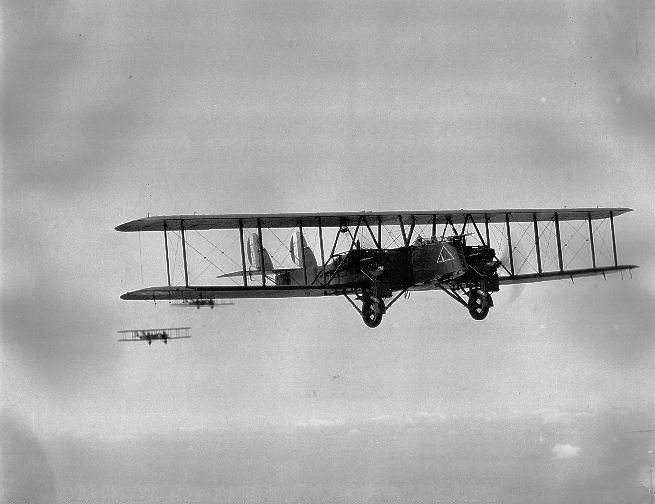
NBS-1 thuộc không đoàn ném bom số 2

- Cục Không quân Lục quân Hoa Kỳ và Quân đoàn Không quân Lục quân Hoa Kỳ

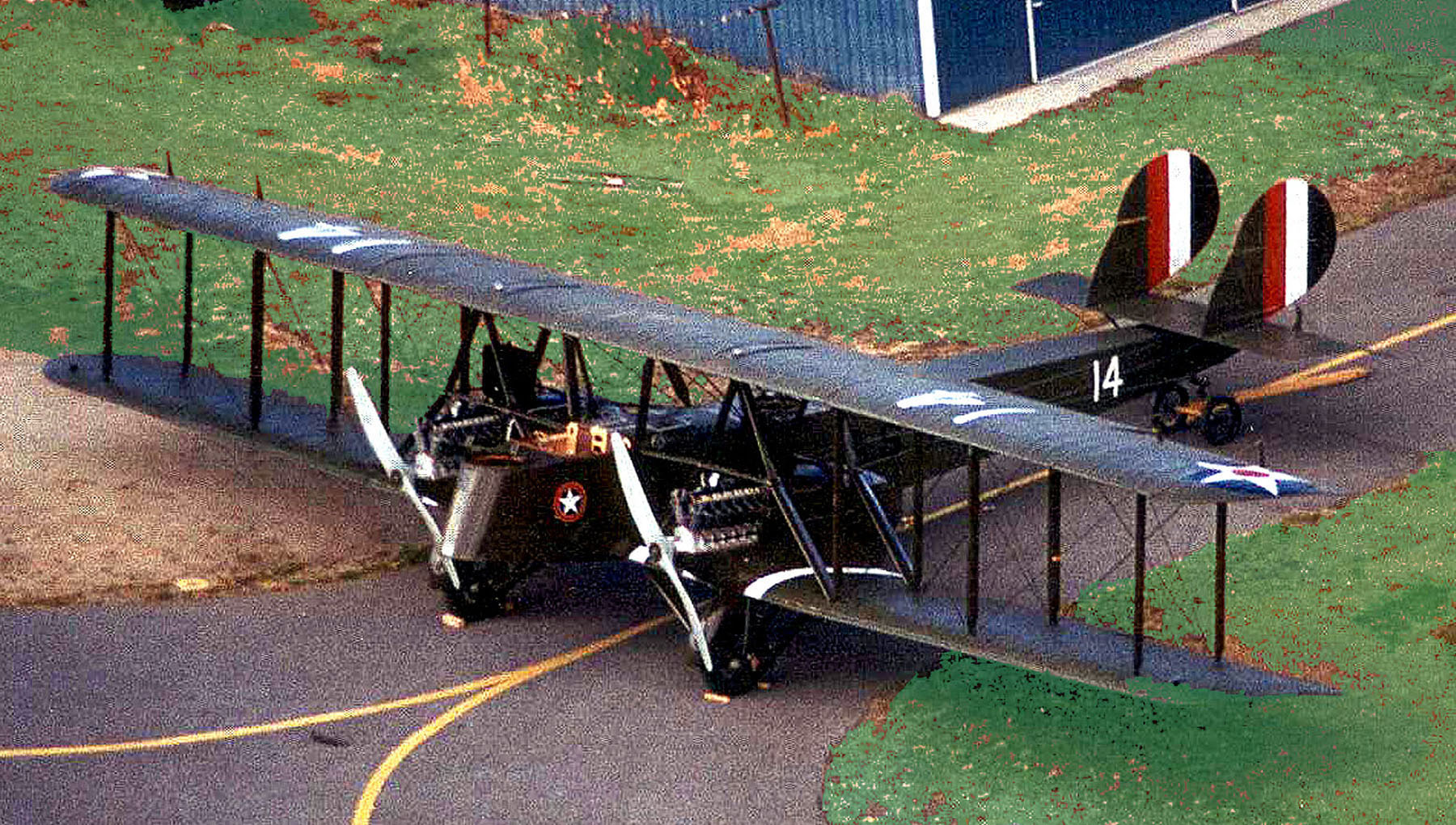
Sản xuất lại một chiếc Martin MB-2

## Tính năng kỹ chiến thuật (NBS-1)
Đặc điểm tổng quát
- Kíp lái: 4
- Chiều dài: 42 ft 8 in (13 m)
- Sải cánh: 74 ft 2 in (22,7 m)
- Chiều cao: 14 ft 8 in (4,8 m)
- Diện tích cánh: 1.121 ft² (104,2 m²)
- Trọng lượng rỗng: 7.232 lb (3.280 kg)
- Trọng lượng có tải: 12.027 lb (5.460 kg)
- Động cơ: 2 × Liberty 12-A, 420 hp (325 kW)  mỗi chiếc

 Hiệu suất bay 
- Vận tốc cực đại: 99 mph (85 kn, 160 km/h)
- Vận tốc hành trình: 92 mph (80 kn, 150 km/h)
- Tầm bay: 400 mi (345 nmi, 650 km)
- Trần bay: 7.700 ft (2.350 m)
- Vận tốc lên cao: 391 ft/phút (2 m/s)

Trang bị vũ khí

- Súng: 5× Súng máy Lewis.30 in (7,62 mm)
- Bom: 1.800 lb (820 kg); 2.000 lb (907 kg)